# 애덤 모건
애덤 조지프 모건(영어: Adam Joseph Morgan, 1994년 4월 21일 ~ )은 잉글랜드의 축구 선수로, 현재 잉글랜드 이스미언 리그의 해링게이 버러에서 뛰고 있다.